# Morsk
Morsk – wieś w Polsce położona w województwie kujawsko-pomorskim, w powiecie świeckim, w gminie Świecie.
W latach 1975–1998 miejscowość administracyjnie należała do województwa bydgoskiego. Według Narodowego Spisu Powszechnego (III 2011 r.) liczyła 182 mieszkańców. Jest trzynastą co do wielkości miejscowością gminy Świecie.

## Historia
W jej centrum znajduje się zabytkowy dwór. Pierwsze wzmianki o wsi pochodzą z XV w. Jej wcześniejsze nazwy to: Morske w 1415 r., a w 1424 r. Moersky. Na przestrzeni wieków była wsią rolniczą i miała wielu właścicieli. W czasach zaboru pruskiego majątek znajdował się w rękach Niemców, dla których pod koniec XIX w. wzniesiono we wsi obecny dwór. Jej właścicielką była m.in. hrabina von Schwanenfeld. Po II wojnie światowej dobra przejął Skarb Państwa Polskiego.